# Brachet polonais
Pour les articles homonymes, voir Brachet (chien).
Le brachet polonais (ogar polski en polonais) est une race de chiens originaire de Pologne. C'est un chien courant de taille haute, de construction forte et compacte avec une robe noire et feu. Il est utilisé comme chien de chasse et chien de compagnie.

## Historique
Le brachet polonais provient de croisements entre des chiens courants polonais autochtones et le chien de Saint-Hubert. Dans l’ancienne langue de chasse polonaise, le brachet polonais est appelé « podzary » qui signifie brûlé, en référence à la couleur de sa robe. Cette race est très répandue en Pologne, mais reste rare en dehors de son pays d'origine.

## Standard

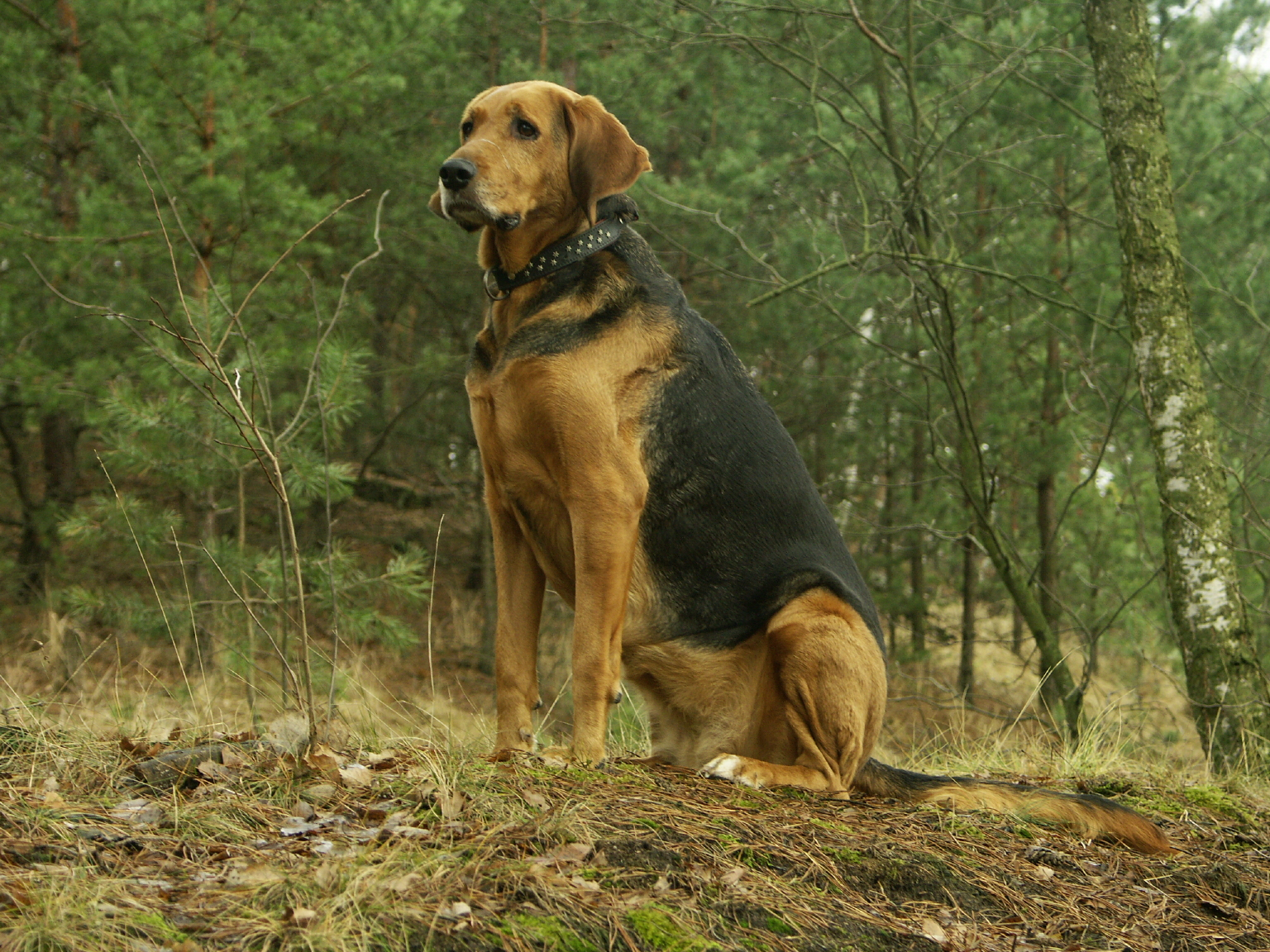
Un brachet polonais.

Le brachet polonais est un chien courant de taille haute, de constitution forte et compacte, d'aspect assez massif. L’ossature est puissante. L’ensemble de la silhouette du brachet polonais traduit davantage la puissance et l’endurance que la vitesse. Attachée assez bas, la grosse queue est couverte d’un poil long dans sa partie inférieure. Descendant plus bas que le jarret, elle est portée légèrement tombante et à partir de la moitié de la longueur de la jambe, la queue s'infléchit légèrement. En déplacement normal, elle est portée un peu relevée et se redresse pendant la course, sans jamais s’élever au-dessus de l’horizontale. Assez lourde, la tête est noblement ciselée et rappelle un rectangle de longueur moyenne vue de profil. Les yeux disposés obliquement sont de couleur brun foncé, ils ne sont pas enfoncés trop profondément dans les orbites. Les oreilles sont attachées bas, assez longues et pendent librement. Leur extrémité est légèrement arrondie. 
Le poil est de longueur moyenne, gros, avec un sous-poil épais. Il est un peu plus long sur la colonne vertébrale, à l’arrière des membres postérieurs et sur la partie inférieure de la queue. La robe est noire et feu. Les membres, le sternum, les cuisses, la tête et les oreilles sont de couleur feu avec les oreilles un peu plus foncées. Le corps est noir ou gris foncé presque noir et forme un manteau qui s'étend jusqu'à la tête sans atteindre le chanfrein. La couleur feu varie du fauve au cannelle, cette dernière nuance étant très appréciée. Le poil blanc est admissible en forme d’étoile, formant une liste jusqu’au museau, sur le poitrail, les extrémités des membres et à l’extrémité de la queue.

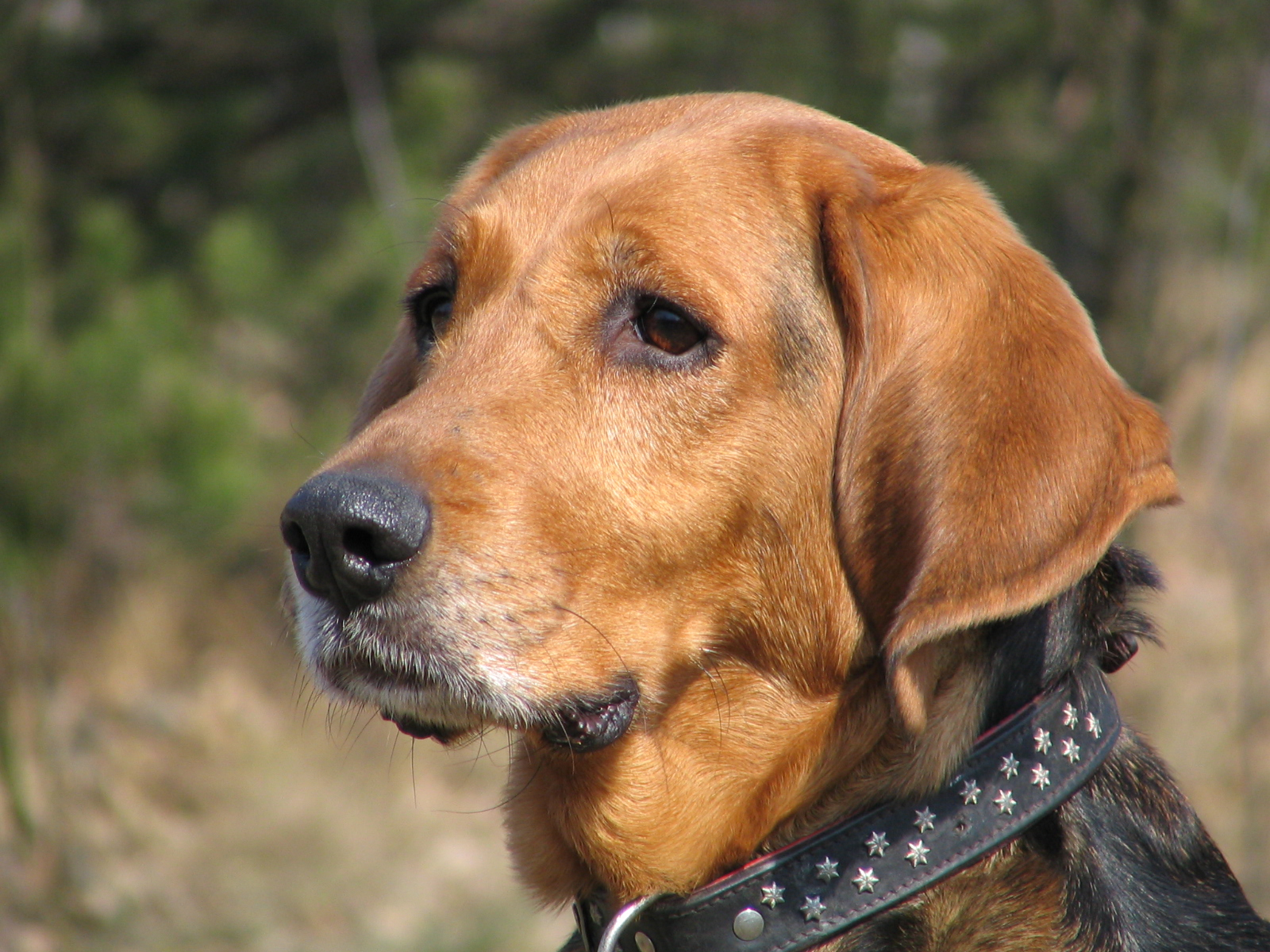
Portrait d'un brachet polonais.
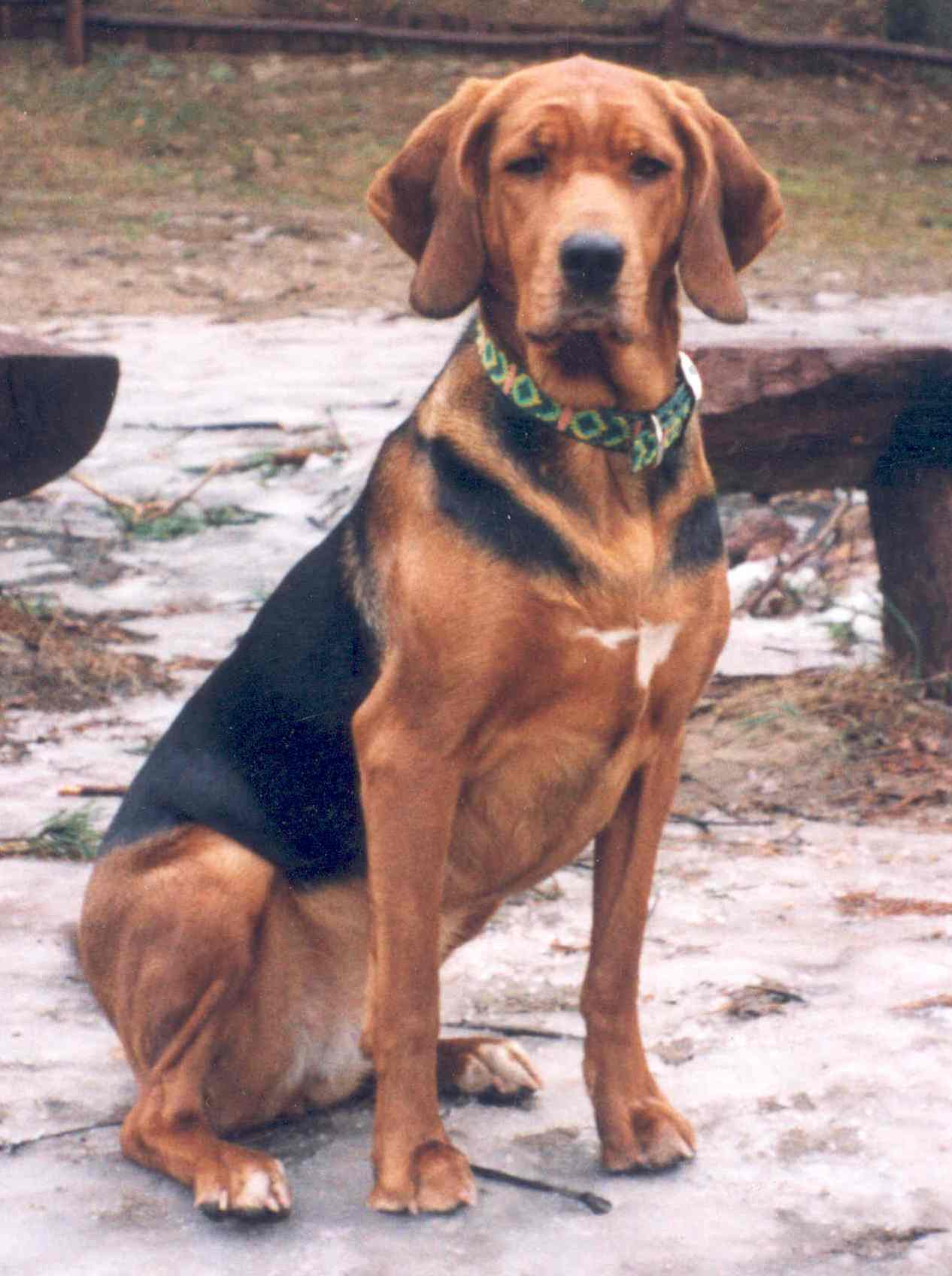
Les marques blanches sont admises en petite quantité. Ici, étoile au poitrail.

## Caractère

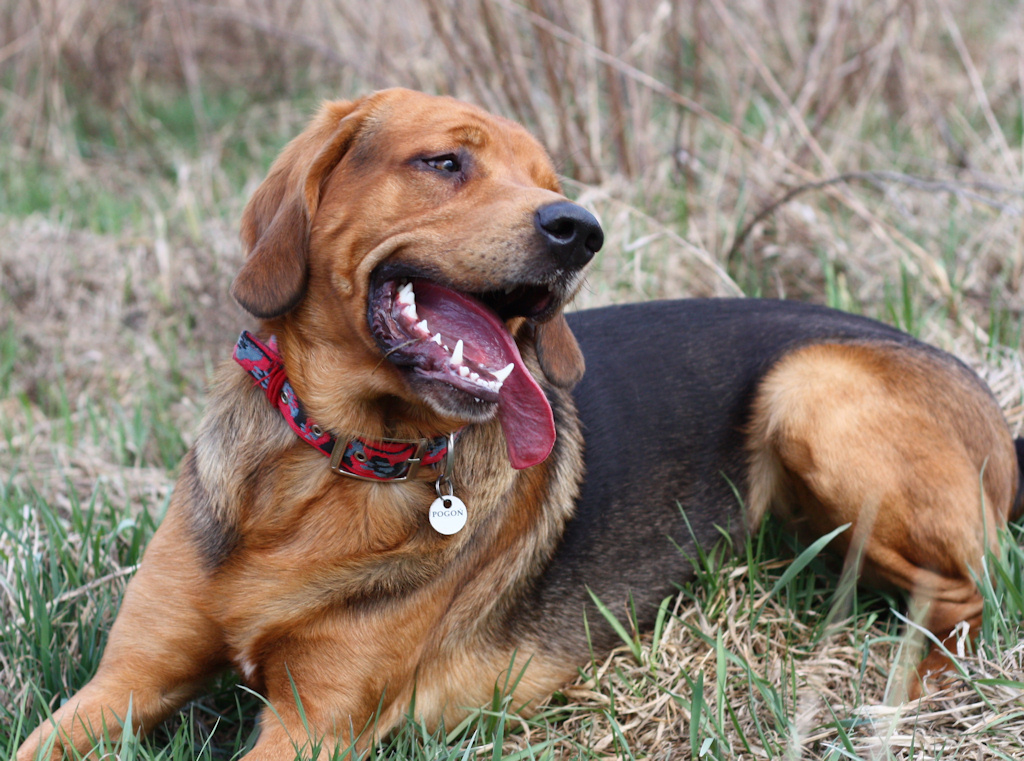
Le brachet polonais est doté d'un caractère doux, équilibré et docile.

Le standard FCI ne décrit pas de caractère ou de tempérament typique de la race. La race est considérée comme de tempérament équilibré, docile, attachée à son maître. De caractère très doux, même avec les enfants, il n'est jamais agressif.

## Utilité
Le brachet polonais est utilisé comme chien de chasse en tant que chien courant et chien de recherche au sang. Sa voix est claire et sonore au cours de la quête. La tonalité moyenne est changeante, généralement plus aiguë chez la femelle.
En raison de son caractère doux et docile, il peut être un bon chien de compagnie à condition de pouvoir faire beaucoup d'exercices physiques.